# Rob Hume
Robert „Rob“ Arthur Hume (* 15. Juni 1950 in Burntwood, Lichfield, Staffordshire) ist ein britischer Ornithologe und Autor, der lange Zeit für die Royal Society for the Protection of Birds (RSPB) tätig war.

## Leben
1971 graduierte Hume zum Bachelor of Arts an der University of Wales in Swansea im Fachbereich Geographie. Von 1974 bis 1975 arbeitete er für die Avifaunistische Kommission der Gower Ornithological Society. Ferner war er während der 1970er Jahre Mitglied der Avifaunistischen Kommission des West Midland Bird Club und stellvertretender Herausgeber der Jahrbücher (Annual Reports) dieser Vereinigung. Von 1978 bis 1983 war er Leiter der Entwicklungsabteilung der RSPB. Von 1983 bis 1989 war er Chefredakteur des Magazins Bird Life, dem Presseorgan des Young Ornithologists’ Club (YOC) der RSPB. Von 1989 bis 2009 war er Chefredakteur des RSBP-Magazins Birds. Von 1987 bis 1997 war er Mitglied der Seltenheitenkommission für britische Vögel (British Birds Rarities Committee (BBRC)); von 1993 bis 1997 deren Vorsitzender. Hume veröffentlichte über 35 Bücher, von denen einige auch in deutscher und französischer Übersetzung vorliegen. 2005 erschien seine Autobiographie Live with Birds – The Memoirs of a Naturalist.

## Werke (Auswahl)
- A Birdwatcher’s Miscellany, Blandford Press, 1984 ISBN 0-7137-1385-2
- A Year of Bird Life, RSPB, 1985 ISBN 0-903138-19-0
- Birds of Britain, AA Publishing, 1988 ISBN 0-7513-1234-7
- Birds by Character – Britain & Europe: A Fieldguide to Jizz, Macmillan Publishers, 1990 ISBN 0-333-49053-3
- Owls of the world Dragon’s World, Limpsfield 1991, ISBN 1-85028-159-9
- Focus on Birdwatching, Heinemann, 1992 ISBN 0-600-57366-4
- Discovering Birds, A & C Black, 1993 (illustriert von Ian Wallace) ISBN 0-903138-53-0 (deutsch: Vögel entdecken und bestimmen : die Vögel Europas in ihren Lebensräumen, Bertelsmann, 1994, ISBN 3-570-12016-3, übersetzt von Christoph Arndt)
- The Common Tern, Hamlyn, 1993 (illustriert von Norman Arlott) ISBN 0-540-01266-1
- Seabirds (Hamlyn Bird Behaviour Guides), Hamlyn, 1993 (illustriert von Bruce Pearson) ISBN 0-600-57951-4
- Collins Gem Photoguide Birdwatching, Collins, 1995, ISBN 0-00-470756-7
- The Shell Easy Bird Guide, (illustriert von Peter Hayman), Macmillan Publishers, 1997, ISBN 0-333-65420-X
  - Neuauflage 2002 ISBN 0-333-65420-X
- The EBCC Atlas of European Breeding Birds, T & A D Poyser, 1997 ISBN 0-85661-091-7 (Co-Autor, Herausgeber: Ward J. M. Hagemeijer und Michael J. Blair)
- Birds: An Artists View, Courage Books, 1998, ISBN 978-0-7624-0376-9
- Macmillan Bird Guide, Macmillan, 1998 ISBN 0-333-76669-5
- RSPB Birds of Britain and Europe, Dorling Kindersley, 2002 ISBN 1-4053-0753-6
- RSPB Complete Birds of Britain and Europe, Dorling Kindersley, 2002, ISBN 0-7513-7354-0
  - RSPB Complete Birds of Britain and Europe (revidierte und erweiterte Neuauflage), Dorling Kindersley, 2007, ISBN 978-1-4053-2228-7
- RSPB Birdwatching, Dorling Kindersley, 2003, ISBN 978-1-4053-1352-0
- English Birds and Green Places: Selected Writings: A Selection from the Writings of W.H. Hudson (Vorwort), Weidenfeld & Nicolson, 2004, ISBN 0-575-07207-5
- Rob Hume, Guilhem Lesaffre and Marc Duquet, 2004, Oiseaux de France et d’Europe, Larousse ISBN 2-03-560311-0
- Life With Birds (Autobiographie), David & Charles’, 2005, ISBN 0-7153-2181-1
- Birds of Prey of Britain & Europe, 2006, ISBN 1-84533-184-2